# Galéria
Galéria (korsisch und italienisch Galeria) ist eine französische Gemeinde auf der Insel Korsika. Sie gehört zum Kanton Calvi, zum Arrondissement Calvi und zum Département Haute-Corse. Die Bewohner nennen sich Galeriacci. Am nördlichen Rand des Gemeindegebietes befinden sich die stillgelegten Minen von L’Argentella. 

## Geografie
Galéria ist die westlichste Gemeinde des Départements Haute-Corse. Zur Gemeinde gehören die Weiler Porta Vecchia, Cherchisani, Chiusone, Nuvalezza, Prezzuna, Fango und L'Argentella. Die Gemeindegemarkung gehört zur Balagne und grenzt im Westen an das Ligurische Meer. Das Dorfzentrum liegt auf 29 Metern über dem Meeresspiegel. Nachbargemeinden sind Calenzana im Norden und im Nordosten, Manso im Osten, Serriera im Südosten, Partinello im Süden und Osani im Südwesten.

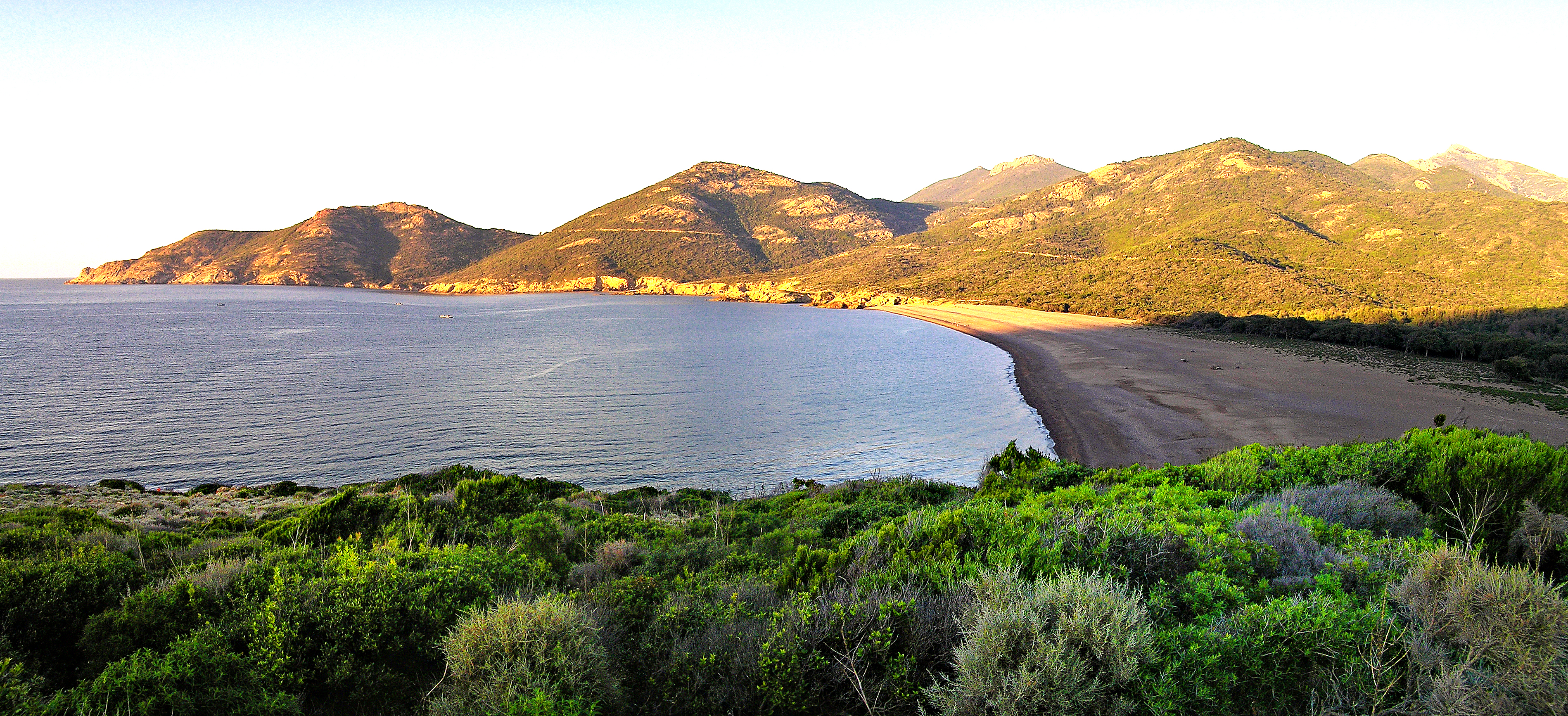
Bucht von Galéria
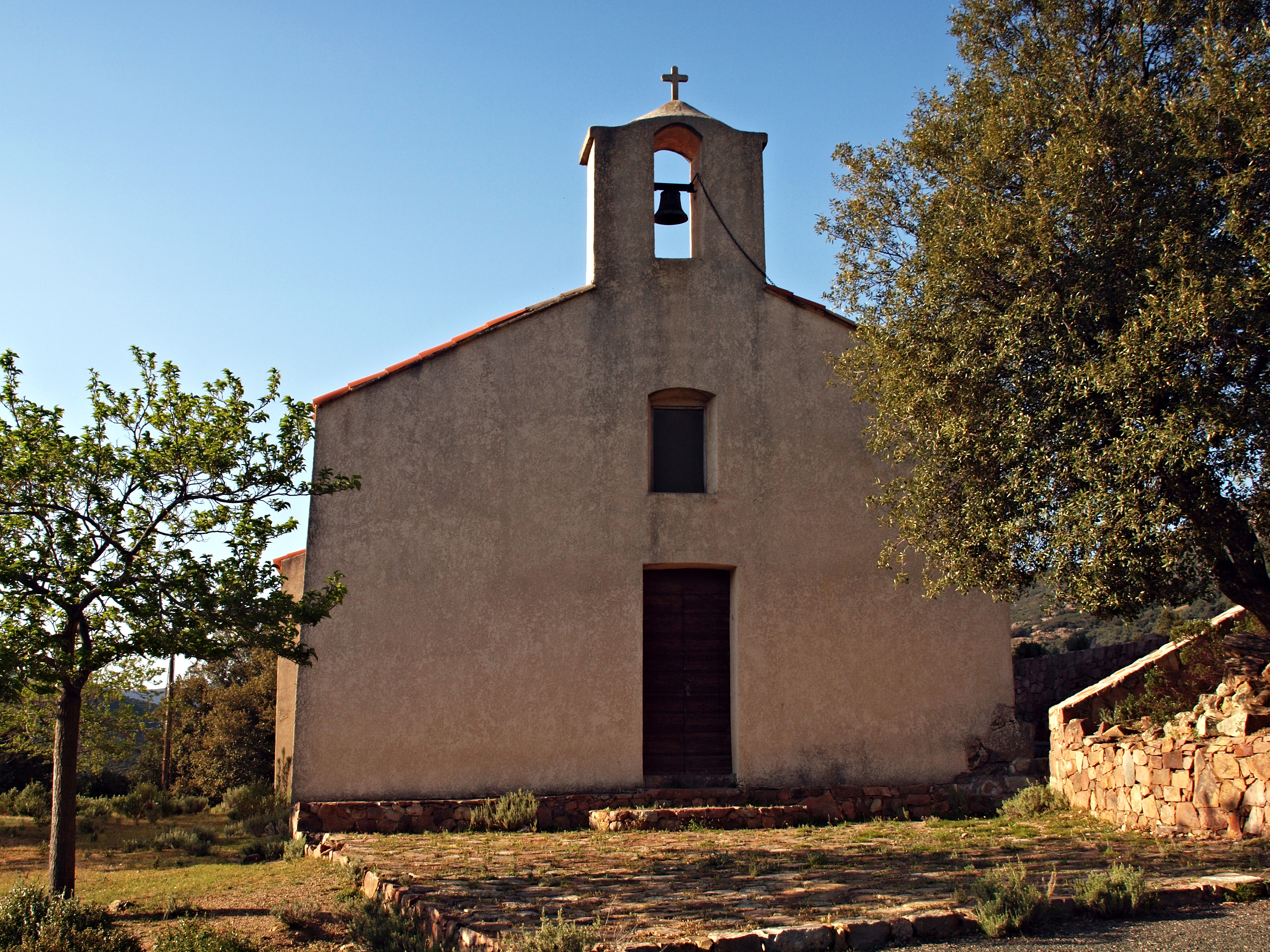
Kirche Sainte-Lucie im Ortsteil Prezzuna
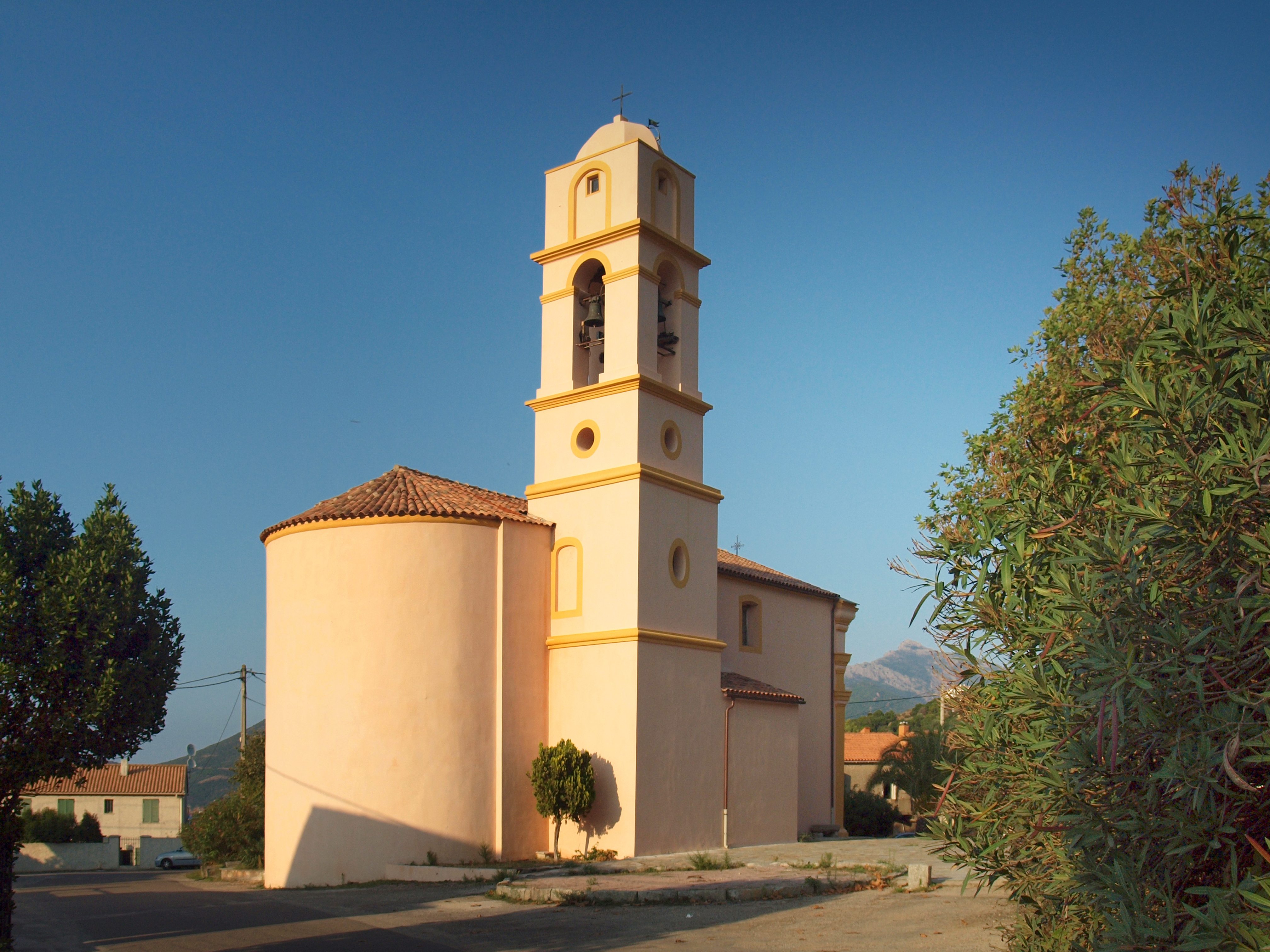
Kirche Sainte-Marie im Jahr 2009
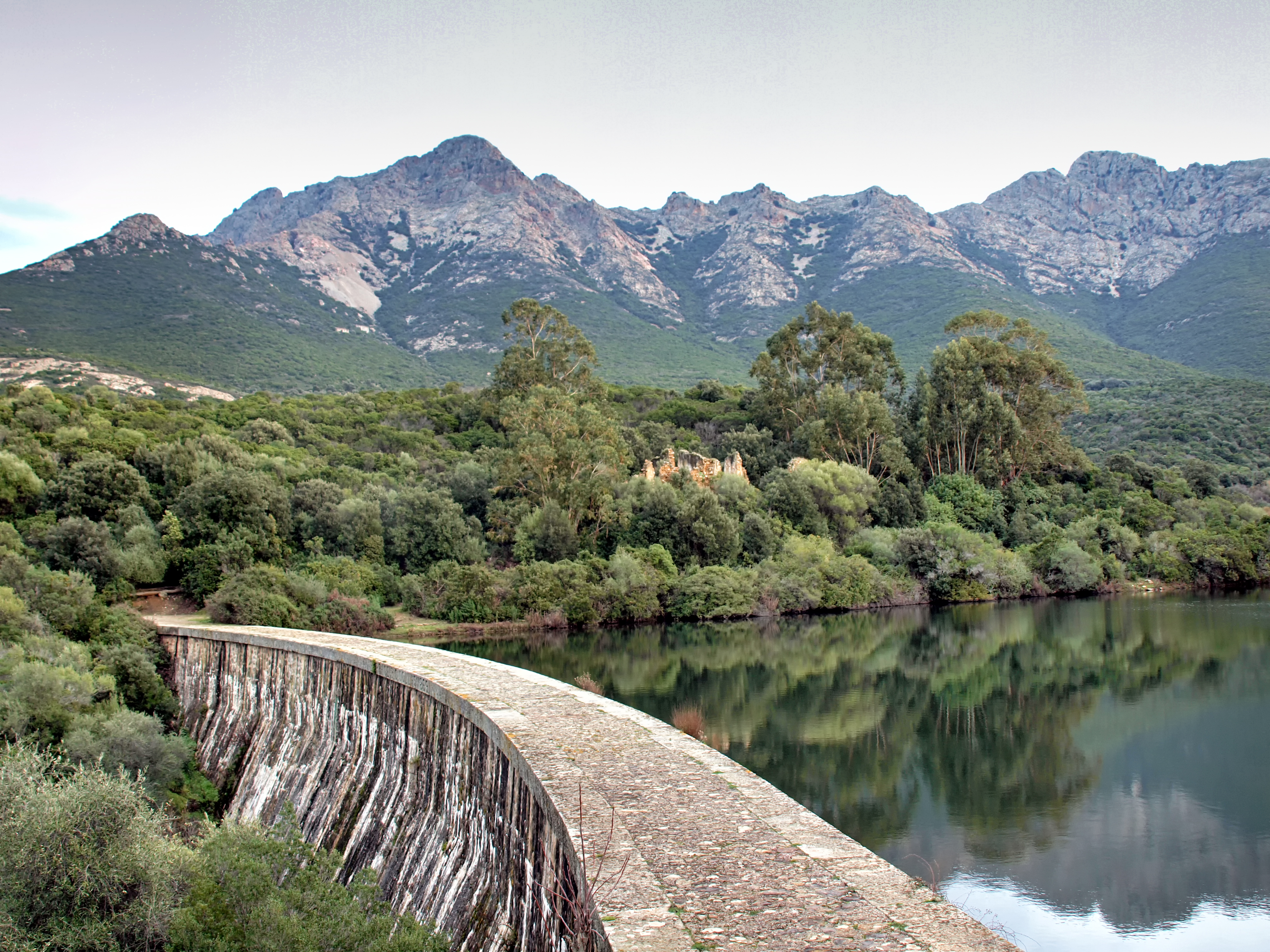
Stausee Lac de l'Argentella
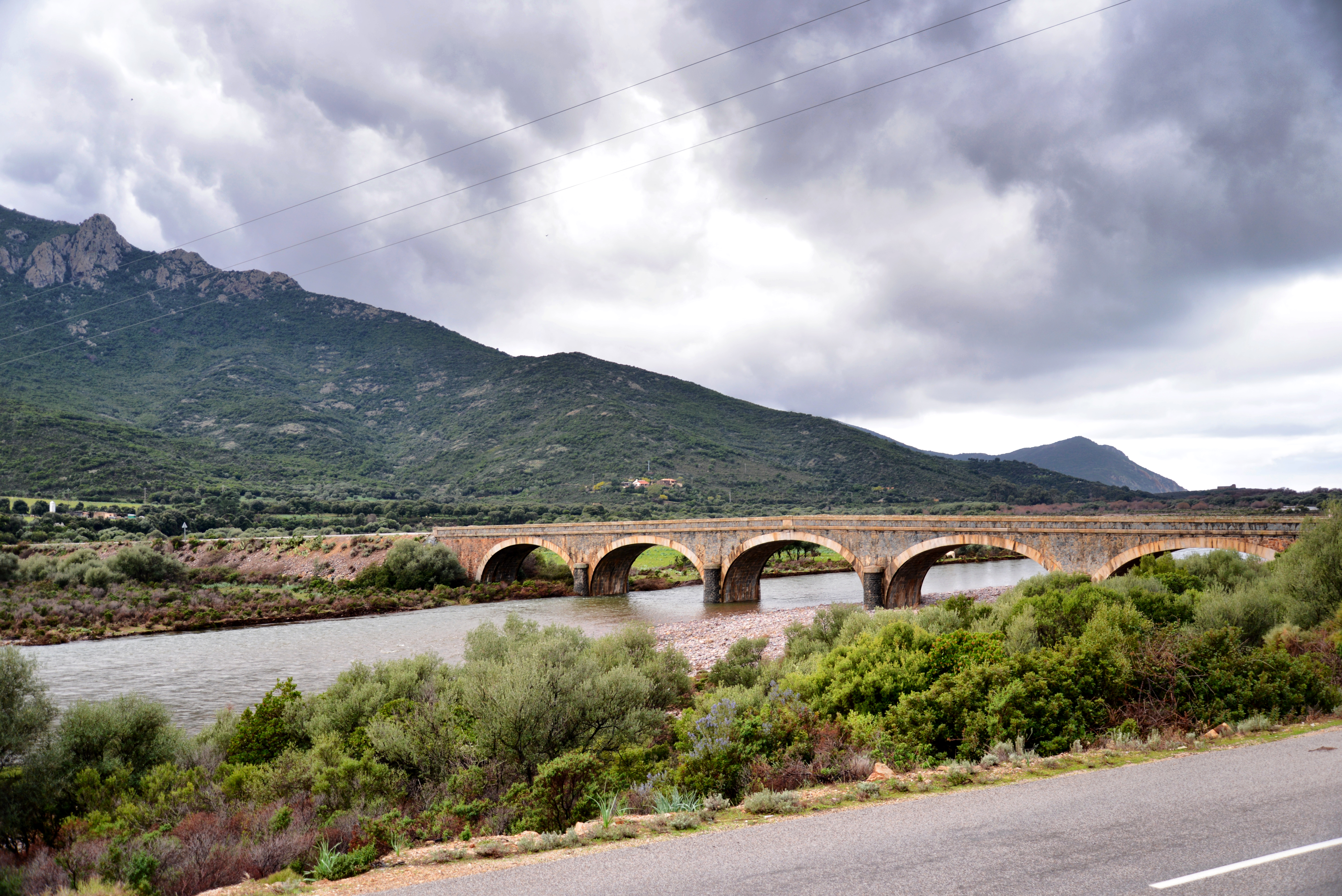
Fünfbogige Brücke über den Bach Fango
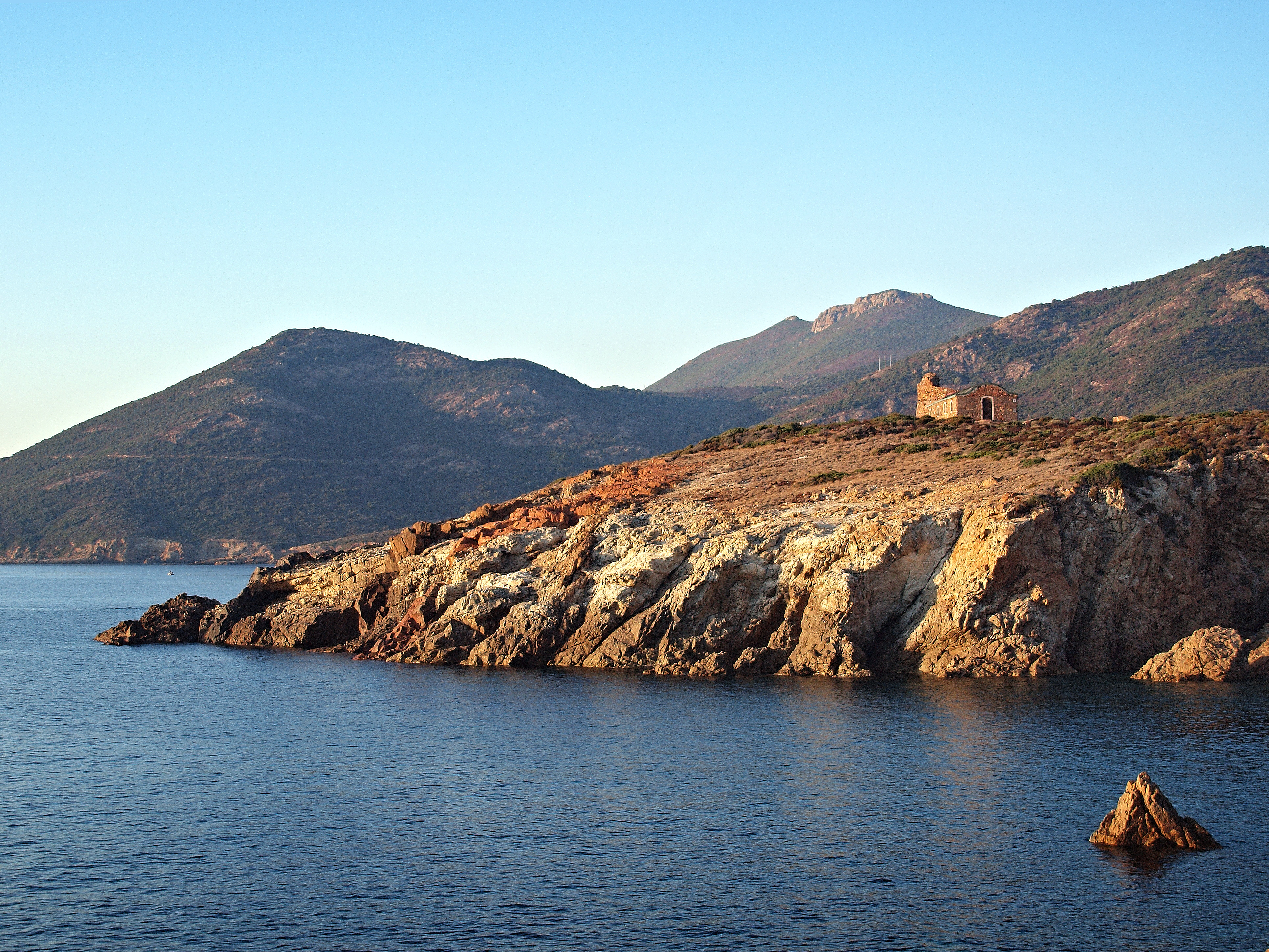
Genueserturm
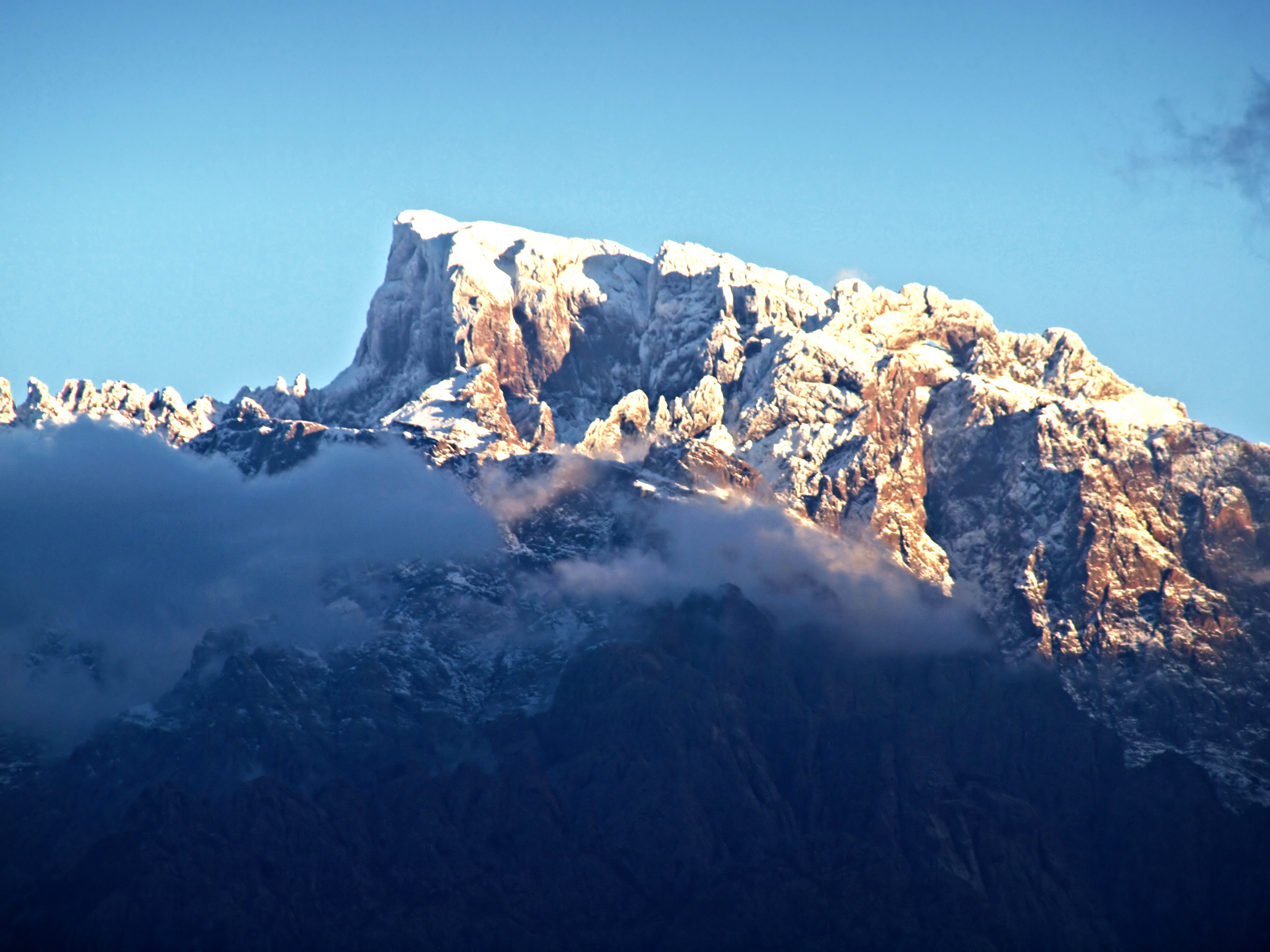
2525 m hoher Berg Paglia Orba

## Bevölkerungsentwicklung
| Jahr      | 1962 | 1968 | 1975 | 1982 | 1990 | 1999 | 2008 | 2012 |
| --------- | ---- | ---- | ---- | ---- | ---- | ---- | ---- | ---- |
| Einwohner | 373  | 350  | 311  | 306  | 302  | 340  | 328  | 327  |